# Liste de locutions latines commençant par U

## U
Aller à l'index de locutions latines
Nota : La lettre "V" n'existe pas en latin classique. Elle a été créée par les humanistes du XVIe siècle pour distinguer le u-voyelle du u-semi-consonne. Aussi certains mots ont deux orthographes : avec un « U » en latin classique ; avec un « V » dans les éditions modernes.
Ubi bene, ibi patria« La patrie est là où l'on se sent bien » (Aristophane, Ploutos, vers 1151). Une formule très voisine (mais de sens un peu différent) se trouve dans Cicéron, Tusculanes, 5, 37, 108 : Patria est, ubicumque est bene « Partout où je suis bien, j'y trouve ma patrie. »
Ubi concordia, ibi victoria« Là où est la concorde est la victoire. » Voir aussi Virtus unita fortior.
Ubi lex non distinguit, nec nos distinguere debemus« Là où la loi ne distingue pas, il n'y a pas lieu de distinguer. » Adage juridique.
Ubi est, mors, victoria tua« Mort, où est ta victoire ? » Paul, Première épître aux Corinthiens, 15, 55. Voir ici l'extrait correspondant de l'Épître aux Corinthiens.
Ubi maior, minor cessat« Le faible capitule devant le fort. »
Ubi plura nitent in carmine, non ego paucis offendi maculis« Quand le poème a des beautés, quelques taches ne me choquent pas. » Horace, Art poétique, 351. Voir ici le texte d'Horace.
Ubi societas, ibi jus« Où il y a une société, il y a un droit. » Adage juridique.
Ubi solitudinem faciunt, pacem appellantLittéralement : « Où ils font un désert, ils disent qu'ils ont fait la paix. » Mieux rendu par : « Leurs ravages ont fait un désert et ils appellent cela la paix. » Tacite, Vie d'Agricola, 30. Tacite met cette formule dans la bouche de Galgacus, héros calédonien flétrissant les excès des Romains. Ces mots s'appliquent aux conquérants qui habillent leurs ravages d'un spécieux prétexte de civilisation.
Ubi tu Gaius, ibi ego Gaia« Là où tu seras Gaïus, je serai Gaïa. » Paradigme de la formule de fidélité prononcée par les époux romains lors des épousailles ; Gaius étant remplacé par le prénom de l'époux et Gaia par le prénom féminisé de l'époux. (Les femmes romaines n'ont pas d'existence légale et prennent, pour les patriciennes le nom de leur gens - par exemple les femmes de la gens Iulia ont toutes pour nom Iulia ; les plébéiennes prennent le nom féminisé de leur père ou de leur époux.)
Ultima cave« Craint la dernière heure. » Memento mori. Inscription fréquente sur les cadrans solaires.
Ultima ratio regumLittéralement : « [La force est] le dernier argument des rois. » Devise favorite de Richelieu, reprise par Louis XIV qui la fit inscrire sur ses canons.
Ultra posse nemo obligatur« À l'impossible nul n'est tenu. »
Ultra vires« Au-delà des pouvoirs. » Expression de droit romain encore en usage dans de nombreux droits signifiant qu'une personne ou une organisation dotée de certains pouvoirs par la loi (officier ministériel, fonctionnaire, société, administration) a outrepassé les pouvoirs que lui confère la loi. La formule est inusitée en droit français.
Una salus victis, nullam sperare salutem« Les vaincus n'ont qu'un seul espoir : n'espérer aucun salut ! » Virgile, l’Énéide, 2, 354. Dernière exhortation d'Énée à ses compagnons d'armes lors de la prise de Troie afin d'éveiller en eux le courage du désespoir.
Unitas virtute« L'union fait la force. » Voir aussi Virtus unita fortior.
Unum castigabis, centum emendabis« Si tu réprimes une erreur, tu en corrigeras cent. »
Urbi et orbi« À la Ville et au Monde. » La Ville, c'est Rome. "Bénédiction Urbi et Orbi" : « Bénédiction de Rome et du Monde », c'est-à-dire : « Bénédiction universelle. » Métaphoriquement "Proclamer urbi et orbi" : « Proclamer partout. »
Usque ad sideras et usque ad inferos« Des étoiles jusqu'aux enfers. » En droit romain, comme dans plusieurs droits modernes, le propriétaire d'un terrain possède tout ce qui se trouve au-dessus, jusqu'aux étoiles, et tout ce qui se trouve au-dessous, jusqu'au centre de la Terre.
Usus magister est optimus« La pratique est le meilleur des maîtres. » Voir Fabricando fit faber.
Ut ameris, amabilis esto« Pour être aimé, sois aimable. » Ovide, L'Art d'aimer, 2, 107.
Ut ameris, ama« Pour être aimé, aime. » Martial, Épigrammes, 6, 11, 10.
Ut sis nocte levis, sit cena brevis« Si tu veux passer une bonne nuit, ne dîne pas longuement. » Formule médiévale attribuée à Averroès.
Ut supra« Comme ci-dessus. »
Uti, non abuti« User mais ne pas abuser. » du latin (abusus : faire mauvais usage). C’ est l’ usage excessif d’ une prérogative juridique; Voir Abusus non tollit usum.
Aller à l'index de locutions latines

### Ubi est, mors, victoria tua
Bible, Nouveau Testament, Saint-Paul, Épître aux Corinthiens, 15, 54-57. [Traduction : Louis Segond, 1910.]
| Cum autem corruptibile hoc induerit incorruptelam, et mortale hoc induerit immortalitatem, tunc fiet sermo, qui scriptus est : “ Absorpta est mors in victoria. Ubi est, mors, victoria tua ? Ubi est, mors, stimulus tuus ? ”. Stimulus autem mortis peccatum est, virtus vero peccati lex. Deo autem gratias, qui dedit nobis victoriam per Dominum nostrum Iesum Christum. | Lorsque ce corps corruptible aura revêtu l'incorruptibilité, et que ce corps mortel aura revêtu l'immortalité, alors s'accomplira la parole qui est écrite : La mort a été engloutie dans la victoire. O mort, où est ta victoire ? O mort, où est ton aiguillon ? L'aiguillon de la mort, c'est le péché ; et la puissance du péché, c'est la loi. Mais grâces soient rendues à Dieu, qui nous donne la victoire par notre Seigneur Jésus-Christ ! |
Retour à la liste des locutions latines.

### Ubi plura nitent in carmine, non ego paucis offendi maculis
Horace, Art poétique, 347-353. [Traduction : Université catholique de Louvain.]
| Sunt delicta tamen quibus ignouisse uelimus ; nam neque chorda sonum reddit quem uolt manus et mens, poscentique grauem persaepe remittit acutum, nec semper feriet quodcumque minabitur arcus. Verum ubi plura nitent in carmine, non ego paucis offendar maculis, quas aut incuria fudit, aut humana parum cauit natura. | Il y a pourtant des fautes pardonnables. La corde de la lyre ne donne pas toujours le son que demandent la pensée et les doigts; on veut une note grave, trop souvent celle qu'elle renvoie est aiguë. La flèche n'atteint pas toujours son but. Mais si, dans un poème, les beautés l'emportent, quelques taches ne me choqueront pas: l'inattention ou la faiblesse humaine les a laissé échapper. |
Retour à la liste des locutions latines.